# Apache Maven
Az Apache Maven (röviden Maven) egy szoftver, amelyet szoftverprojektek menedzselésére és a build folyamat automatizálására lehet használni. Jason van Zyl készítette 2002-ben. Funkcionalitásában hasonlít az Apache Ant eszközhöz (és némi hasonlóságot mutat a PHP-s PEAR-rel és a perles CPAN-nal, de egyszerűbb és XML-alapú a konfigurációs modellje). A projektet az Apache Software Foundation hosztolja, ahol korábban a Jakarta Projekt részeként működött.
A Maven bevezeti a POM, azaz a Projekt Objektummodell (angolul: Project Object Model) fogalmát. Egy POM egy buildelendő projektet ír le és annak függőségeit. Az egyes lépéseket céloknak, angolul goal-oknak nevezik. Vannak előre definiált célok a tipikus feladatokra, mint például a kód fordítása és csomagolása, de a felhasználónak lehetősége van saját célokat is definiálni a projektspecifikus lépések végrehajtására.
A Maven hálózatképes, tehát szükség esetén dinamikusan is le tud tölteni komponenseket. Repository névvel illetik a különböző hosztok fájlrendszereinek azon mappáit, ahol a letölthető komponensek találhatók. A Maven nem csak a repository-kból való letöltést támogatja, hanem a készült szoftvercsomag feltöltését is. Ezzel az automatizálható le- és feltöltési mechanizmussal a Maven de facto szabványt próbál teremteni, de elég lassan fogadja el a Java közösség.
A Maven plugin alapú architektúrája lehetővé teszi tetszőleges parancssorból vezérelhető alkalmazás használatát. Ez elméletileg lehetővé teszi tetszőleges programnyelvekhez való pluginek készítését, de a gyakorlatban minimális mennyiségű nem javás plugin készült.

## Konfiguráció helyett Konvenció
A Maven filozófiája a buildelés szabványosítása és ezáltal a szoftvertervezési minták terjesztése. A konvenciókhoz való ragaszkodás jelentős mértékben korlátozza a projektek variálhatóságát. Új projektek létrehozásához jól használható, viszont létező projektekhez nehezen kapcsolható, ha azok nem illeszkednek a Maven konvencióihoz. A Maven 2 verzióval azonban valamelyest enyhült a strukturális szigor.

A Maven szoftver eszköz automatikusan generálja ezt a könyvtár szerkezetet egy Java projekt számára.

Következzen itt egy példa POM fájl.
```
<project>

  
<!-- model verzió mindig 4.0.0 a Maven 2.x POM-oknak -->

  
<modelVersion>
4.0.0
</modelVersion>

  

  
<!-- projekt koordináták, olyan értékek csoportja amely egyedileg azonosítja ezt projektet -->

  
<groupId>
com.mycompany.app
</groupId>

  
<artifactId>
my-app
</artifactId>

  
<version>
1.0
</version>

  
<!-- könyvtár függőségek -->

  

  
<dependencies>

    
<dependency>

      
<!-- szükséges könyvtárak -->

      
<groupId>
junit
</groupId>

      
<artifactId>
junit
</artifactId>

      
<version>
3.8.1
</version>

      
<!-- ez a függőség csak a tesztek futtatáshoz és fordításához használatos -->

      
<scope>
test
</scope>

    
</dependency>

  
</dependencies>

</project>

```

| Könyvtár név       | Cél                                                                                                |
| ------------------ | -------------------------------------------------------------------------------------------------- |
| project home       | Tartalmazza a pom.xml-t és az összes alkönyvtárt.                                                  |
| src/main/java      | Tartalmazza a szállítandó Java forráskódot a projekt számára.                                      |
| src/main/resources | Tartalmazza a szállítandó erőforrásokat a projekt számára, mint például a property fájlok.         |
| src/test/java      | Tartalmazza a teszt Java forráskódokat (JUnit vagy TestNG tesztesetek, például) a projekt számára. |
| src/test/resources | Tartalmazza a teszteléshez szükséges erőforrásokat.                                                |

## Projektek életciklusa
Egy Maven projekt életciklusa a következő célokból (angolul goal-okból) áll:
```
 validate

 generate-sources

 process-sources

 generate-resources

 process-resources

 compile

 process-test-sources

 process-test-resources

 test-compile

 test

 package

 install

 deploy

```

Az alapötlet az, hogy az életciklus minden céljának végrehajtásához minden azt megelőző célnak sikeresen végre kell hajtódnia. Például az mvn install futtatásakor a Maven megvizsgálja, hogy az mvn package sikeresen lefutott-e már.
Vannak olyan célok is, amelyek az életcikluson kívül helyezkednek el, tehát a Maven nem futtatja őket feltétlenül, viszont a projekthez tartozó pom.xml fájlban, azaz a projekt objektummodelljében ezek a célok is hozzáadhatóak a projekt alapértelmezett életciklusához:
- assembly:assembly
- site
- site-deploy

## Célok
Az alábbi szakaszok a gyakrabban használt célokat taglalják:

### archetype:generate
Új projektek létrehozására használható az archetype plugin generate célja:
```
mvn
 
archetype:generate
 
-DgroupId
=
"com.programozo.my"
 
-DartifactId
=
"my-project"
 
-Dversion
=
"0.0.1"

```

Az archetype plugin használatát a Maven dokumentációja részletezi.

### compile
A forrásfájlok lefordítása a compile céllal történik:
```
mvn
 
compile

```

A forrásfájlok alapértelmezett helye a src/main/java/ mappa. A lefordított osztályok a target/classes/ mappába kerülnek alapértelmezésben.

### test
A Unit Test-ek fordítását és futtatását a test cél hajtja végre:
```
mvn
 
test

```

A JUnit forrásfájlok alapértelmezett helye a src/test/java/ mappa, a lefordított tesztosztályok pedig a target/test-classes/ mappába kerülnek. A tesztek eredménye a target/surefire-reports/ mappába íródik alapértelmezésben.

### package
Jar fájlt készít (alapértelmezésben ${artifactId}-${version}.jar névkonvencióval a target/ mappába):
```
mvn
 
package

```

### install
Bemásolja a jar fájlt a ~/.m2/repository/${groupId}/${artifactId}/${version} mappába, azaz a lokális repository-ba.
```
mvn
 
install

```

### deploy
Telepíti az alkalmazást a bekonfigurált alkalmazásszerverre.
```
mvn
 
deploy

```

### projecthelp:effective-pom
A projektspecifikus beállítások kiiratására használható a projecthelp plugin effective-pom célja:
```
mvn
 
projecthelp:effective-pom

```

### projecthelp:effective-settings
Az általános Maven beállítások kiiratására használható a projecthelp plugin effective-settings célja:
```
mvn
 
projecthelp:effective-settings

```

## IDE integráció
A Maven-nek léteznek beépülő moduljai számos népszerű IDE-höz, melyek integrációt nyújtanak a Mavennal való az IDE build mechanizmusához, kódszerkesztő eszközeihez. Ezekkel lehetőség van az IDE-ből lefordítani a projekteket, és beállítani a classpath-t a kód kiegészítéshez ill. fordító hibák színezéséhez stb. Néhány példa a népszerű IDEk közül, melyek támogatják a Maven-nel való fejlesztést:
- Eclipse
- NetBeans
- IntelliJ IDEA
- JBuilder
- JDeveloper (11.1.2-es verziótól)
- MyEclipse

Ezek a beépülő modulok lehetőséget adnak a POM szerkesztéséhez illetve a POM használatához: azaz a Maven segítségével direkt az IDE-n belül meghatározhatók a projekt függőségek teljes halmaza.

## Java 5 kompatibilitás
A Maven alapértelmezésben Java 1.4 verzió szerint fordít, a Java 5 verziót explicit konfigurálni kell a POM-ban:
```
 <build>
  <plugins>
    <plugin>
      <groupId>org.apache.maven.plugins</groupId>
      <artifactId>maven-compiler-plugin</artifactId>
      <configuration>
        <syntaxhighlight lang="text">1.5</syntaxhighlight>
        <target>1.5</target>
      </configuration>
    </plugin>
  </plugins>
 </build>

```